# شامبانيا

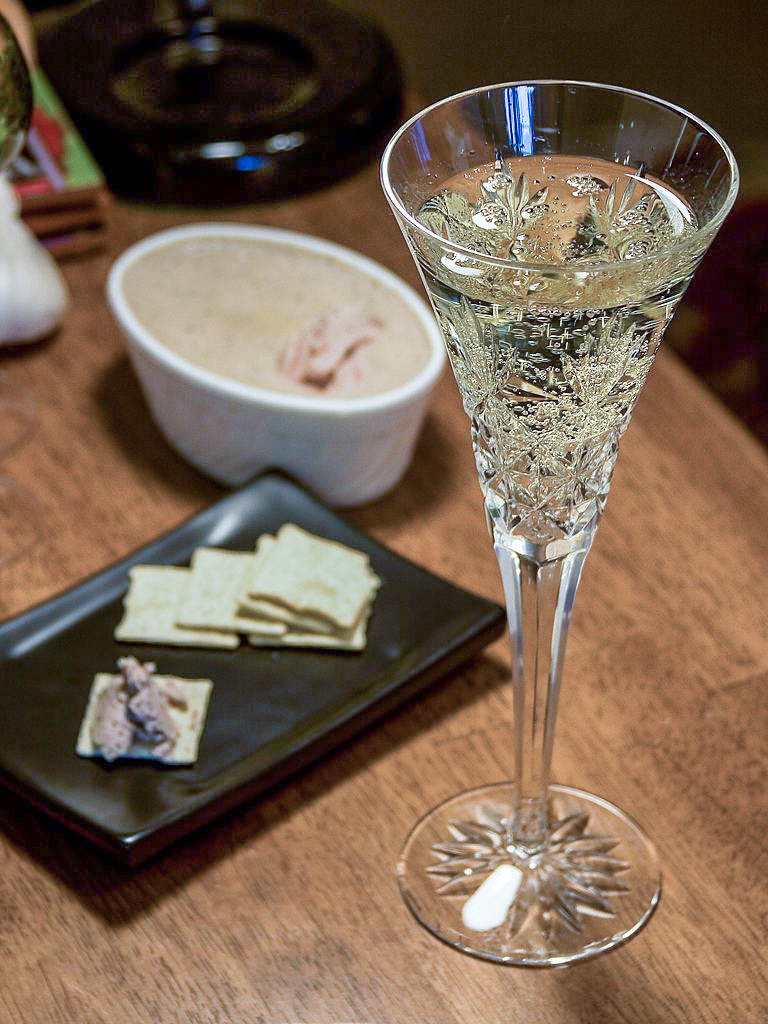
شامبانيا

الشمبانِية أو الشامبانيا أو الشمبانيا هو نبيذ غازي يصنع عن طريق تحفيز عملية التخمر الثانوية للنبيذ في القنينة لكي تتم عملية الكربنة. أي أنه مشروب كحولي يتم إنتاجه بتخمير العنب وعصير العنب. سمي على اسم منطقة شامبان - أردان في فرنسا. ومع أن الشمبانية يستخدم بصورة عامة من قبل كل صانعي النبيذ الغازي في العالم، إلا أن العديد يعتقدون أنه يجب أن يحتفظ بالمصطلح لأنواع النبيذ المصنوعة في منطقة شمبانية فقط.